# Steve Snow
Stephen Leonard Snow, detto Steve (2 marzo 1971), è un ex calciatore statunitense, di ruolo attaccante.

## Carriera

### Club
Ha giocato nel campionato statunitense e anche in quello belga.

### Nazionale
Con la maglia della Nazionale ha partecipato alle Olimpiadi del 1992.